# تيفاني شيبيس
تيفاني شيبيس (بالإنجليزية: Tiffany Shepis)‏ هي ممثلة أمريكية، ولدت في 11 سبتمبر 1979 بنيويورك في الولايات المتحدة.

## وصلات خارجية
- تيفاني شيبيس على موقع IMDb (الإنجليزية)
- تيفاني شيبيس على موقع روتن توميتوز (الإنجليزية)
- تيفاني شيبيس على موقع ألو سيني (الفرنسية)
- تيفاني شيبيس على موقع أول موفي (الإنجليزية)
- تيفاني شيبيس على موقع ديسكوغز (الإنجليزية)
- تيفاني شيبيس على موقع قاعدة بيانات الفيلم (الإنجليزية)
- تيفاني شيبيس على موقع كينوبويسك (الروسية)